# Zehra Güneş
Pour les articles homonymes, voir Güneş.
Zehra Güneş est une joueuse de volley-ball turque née le 7 juillet 1999 à Kartal.
Elle mesure 2,02 m et joue au poste de centrale. Elle totalise 95 sélections en équipe de Turquie.

## Clubs
| Club               | De          | À           |
| ------------------ | ----------- | ----------- |
| Vakıfbank İstanbul | 2011 - 2012 | 2013 - 2014 |
| İstanbul BBSK      | 2014 - 2015 | 2014 - 2015 |
| Vakıfbank İstanbul | 2015 - 2016 | 2015 - 2016 |
| Beşiktaş İstanbul  | 2016 - 2017 | 2016 - 2017 |
| Vakıfbank İstanbul | 2017 - 2018 | …           |

## Palmarès

### Équipe nationale
- Ligue des nations
  - Vainqueur : 2023
  - Finaliste : 2018
- Championnat d'Europe
  - Vainqueur : 2023
  - Finaliste : 2019
- Championnat du monde des moins de 23 ans
  - Vainqueur : 2017

### Clubs
- Championnat du monde des clubs
  - Vainqueur : 2017, 2018, 2021
  - Finaliste : 2022, 2023
- Ligue des champions
  - Vainqueur : 2018, 2022, 2023
- Championnat de Turquie
  - Champion : 2018, 2019, 2021, 2022
- Coupe de Turquie
  - Vainqueur: 2018, 2021, 2022, 2023
  - Finaliste : 2017
- Supercoupe de Turquie
  - Vainqueur : 2017, 2021, 2023
  - Finaliste : 2018, 2019, 2020, 2022

### Distinctions individuelles
- Championnat du monde de volley-ball féminin des moins de 20 ans 2017: Meilleure centrale[1]
- Championnat du monde de volley-ball féminin des moins de 18 ans 2015: Meilleure centrale[2]
- Championnat du monde des clubs féminin de volley-ball 2019 : Meilleure centrale[3]
- Championnat du monde des clubs féminin de volley-ball 2021 : Meilleure centrale
- Championnat de Turquie féminin de volley-ball : meilleure joueuse
- Championnat du monde des clubs féminin de volley-ball 2022 : Meilleure centrale
- Ligue des nations féminine de volley-ball 2023 : Meilleure centrale
- Championnat d'Europe féminin de volley-ball 2023 : Meilleure centrale
- Championnat du monde des clubs féminin de volley-ball 2023 : Meilleure centrale